# Halvorstorp

Halvorstorp är en stadsdel i Trollhättans östra utkant, 3,5 kilometer från Centrala staden, som helt domineras av villabebyggelse. Den är med sina 1 700 invånare ett av de områden i staden som har högst medelinkomst, men avviker från övriga burgna stadsdelar genom en relativt hög andel arbetare bland befolkningen.
Halvorstorp var tidigare ett eget samhälle, men har successivt vuxit och utvecklats under 1900-talet, från att ha varit en liten bondby, till att senare bli ett lantligt beläget egnahemssamhälle för industriarbetare, och slutligen ett populärt bostadsområde, som under 1900-talets senare del successivt växte samman med tätorten Trollhättan. 
Halvorstorp ligger i Gärdhems församling och Gärdhems distrikt, och först 1967 blev en del av Trollhättans kommun. Här ligger Halvorskyrkan.
I Halvorstorp har även Jesu Kristi Kyrka av Sista Dagars Heliga i Trollhättan sin församlingslokal. 

## Idrottsföreningar
Halvorstorps IS - Fotboll